# 大坪愛雄
大坪 愛雄（おおつぼ なるお、1939年1月12日 - ）は、日本の経営者。ジーエス・ユアサコーポレーション社長を務めた。東京都出身。

## 来歴・人物
1961年に成城大学政治経済学部を卒業し、同年に三井銀行に入行。
1992年にユアサコーポレーションに転じ、1994年に取締役に就任。1995年に常務、1997年6月に専務を経て、同年11月に社長就任。
2004年4月にジーエス・ユアサコーポレーション社長を経て、2006年6月に相談役に就任。